# 야구치 슌타로
야구치 슌타로(일본어: 矢口 駿太郎, 2004년 9월 14일~)는 일본의 축구 선수이다.

## 구단 경력
그는 2022년 J2리그의 제프 유나이티드 지바에 입단했다. 2024년까지 20경기에 출전. 2025년 일본 풋볼 리그의 오키나와 SV로 이적했다.